# Jean-Robert Chouet
Pour les articles homonymes, voir Chouet.
Jean-Robert Chouet (Genève, 30 septembre 1642  - Genève, 17 septembre 1731), est un physicien et une personnalité politique genevoise, introducteur de la pensée cartésienne, à l'Académie de Genève.

## Biographie
Il a terminé ses études en philosophie à l'Académie de Genève avec une thèse « De motu » (1661), dirigée par Caspar Wyss. Il y critique la conception aristotélicienne du mouvement, tout en rejetant encore le cartésianisme. 
Il se rend ensuite à Nîmes pour étudier la philosophie auprès de David Derodon, partisan de la philosophie atomiste de Gassendi. Il soutient, sous sa direction, une thèse qui contient notamment un exposé du système de Tycho Brahe (1662). Il revient ensuite à Genève pour débuter, sans enthousiasme, des études en théologie (1662-63).
En 1664, il est nommé professeur de philosophie à l'Académie de Saumur, où l'influence de Descartes était forte. Son enseignement devient peu à peu cartésien et s'enrichit de démonstrations expérimentales.
En 1669, à l'instigation de Louis Tronchin, la Compagnie des Pasteurs et le Conseil de Genève l'appellent à venir enseigner la philosophie à l'Académie. Jusqu'en 1686, date de sa nomination au Petit Conseil de Genève, il expose ainsi le système cartésien, et traite de nombreuses questions théoriques dans des thèses rédigées avec ses étudiants. Le contenu de ces thèses de physique est assez proche des explications cartésiennes telles qu'on peut trouver dans un ouvrage comme le « Traité de Physique » de Jacques Rohault (1671). 
Parmi les élèves de Chouet figurent l'astronome Nicolas Fatio de Duillier et les savants polygraphes Pierre Bayle et Jean Le Clerc. Mais ses démonstrations expérimentales hebdomadaires attirent également des curieux d'autres villes de Suisse.
Au cours de sa carrière politique, il revêtira à plusieurs reprises la fonction de Syndic et de Premier Syndic. Il jouera surtout un rôle déterminant dans les réformes de l'enseignement dispensé à l'Académie de Genève, réformes introduites entre 1701 et 1704 à l'instigation de Jean-Alphonse Turrettini.

### Famille
Fils de Pierre, imprimeur-libraire, il est apparenté par sa mère Renée Tronchin à plusieurs intellectuels genevois, en particulier le professeur de théologie Théodore Tronchin (1582-1657), qui était son grand-père, et le professeur de théologie Louis Tronchin (1629-1705), qui était son oncle. Les Tronchin étant l'une des familles dominantes au Conseil et à l'Académie de Genève, cette alliance a largement déterminé sa carrière ultérieure. 
Il épousa Marie Favre, fille de Jean-Jacques, trésorier général, puis Suzanne Rigot, fille d'Ami, conseiller, veuve de Louis Mallet, marchand-drapier.